# Taufīqī-Kanal-Brücke
Die Taufīqī-Kanal-Brücke ist eine Straßenbrücke in Banha im Gouvernement al-Qalyubiyya in Ägypten. Sie führt die an der Nilbrücke Kafr Al Gazar beginnende und in östlicher Richtung quer durch die Stadt verlaufende Hauptstraße (el-Schahīd) Farid Nada St. über den im Osten liegenden Taufīqī-Kanal, einem der großen Bewässerungskanäle des Nildeltas.
Vor dem Bau der Cairo-Alexandria Agricultural Road, die im Norden der Stadt vorbeiführt, lagen die beiden Brücken im Zuge der wichtigsten Straßenverbindung zwischen Kairo und Alexandria.
Die Taufīqī-Kanal-Brücke war die erste Spannbetonbrücke Ägyptens und ganz Afrikas.
Die  vierspurige Brücke ist 130 m lang und 18 m breit. Ihre drei Öffnungen haben Pfeilerachsabstände von 40 + 50 + 40 m.
Sie  wurde in den Jahren 1958 bis 1959 nach einem Entwurf von Eugène Freyssinets Ingenieurbüro S.T.U.P. von der Sté. Misr des Mines et des Carrières gebaut.